# PTAB-1M
PTAB-1M (ros. ПТАБ-1М) - sowiecka bomba przeciwczołgowa. Przy masie 0,944 kg może przebić pancerz o grubości do 210 mm. Przenoszona w bombach kasetowych RBK-500 PTAB-1M (268 szt.) i RBK-500U (252 szt.).